# Yermo (Cartes)
Yermo es una localidad del municipio de Cartes (Cantabria, España). Está situada a 120 metros de altitud sobre el nivel del mar, frente al trazado de la autovía A-67, oculta parcialmente por la vegetación. Tiene una población de 66 habitantes (2013, INE). Está a 2,8 kilómetros de la capital municipal, y se accede a ella a través de una carretera que serpentea por el monte en uno de cuyos altos se encuentra. Celebra la fiesta de Santa María el 7 de septiembre.

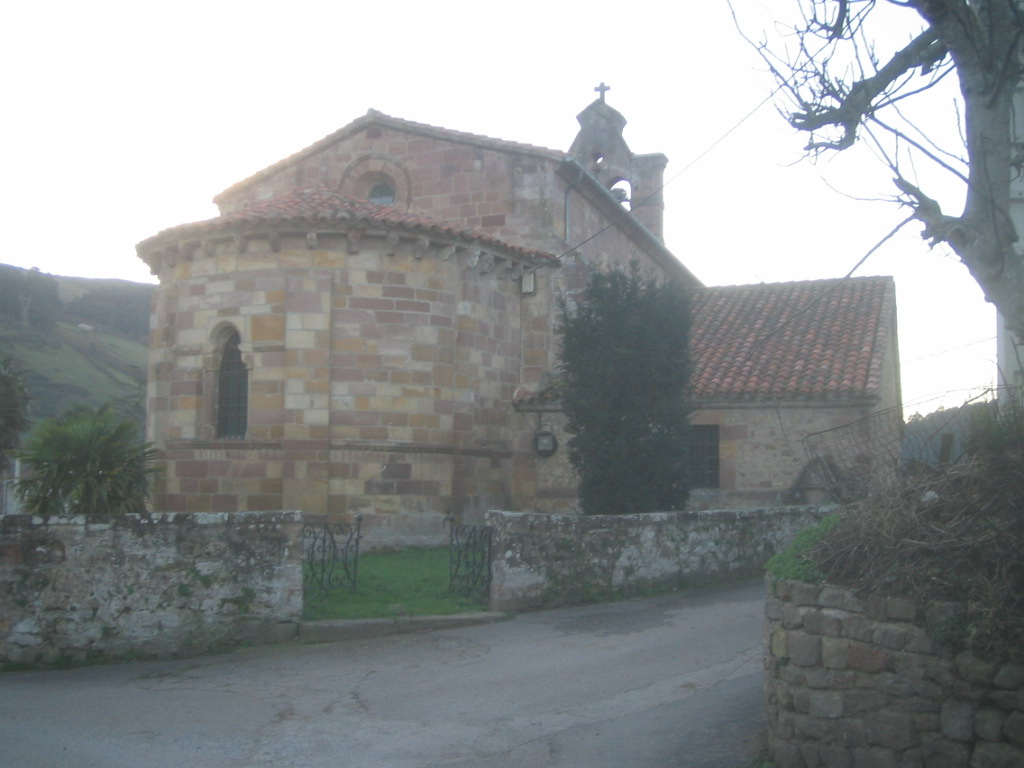
Vista del ábside de la Iglesia de Santa María, en Yermo.

## Historia
Con esta localidad se relacionan las menciones documentales más antiguas del municipio de Cartes. A mediados del siglo IX se erigió en este lugar un cenobio, uno de los más antiguos de Cantabria. Este monasterio de Santa María de Yermo fue donado al Obispado de Oviedo en el año 853. A principios del siglo XIII se levantó la Iglesia de Santa María, de estilo Románico. 
La aldea de Yermo no se incluyó en el primer ayuntamiento constitucional de Cartes, formado durante el Trienio Liberal (1821-1823), sino que formó parte del concejo de Cohicillos, constituido por las localidades de Yermo, Corral, San Miguel y Riocorvo. Fue en el año 1835 cuando se anexionó al ayuntamiento de Cartes.

## Patrimonio
De su patrimonio destacan:

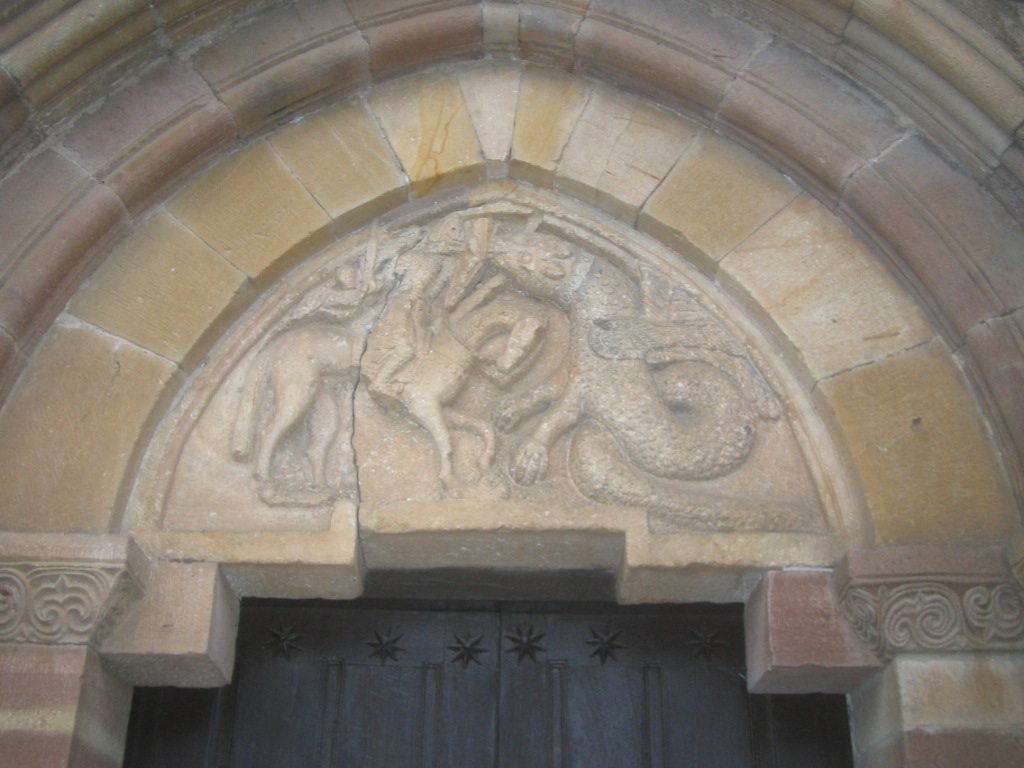
Detalle del tímpano, con un caballero luchando contra un dragón.

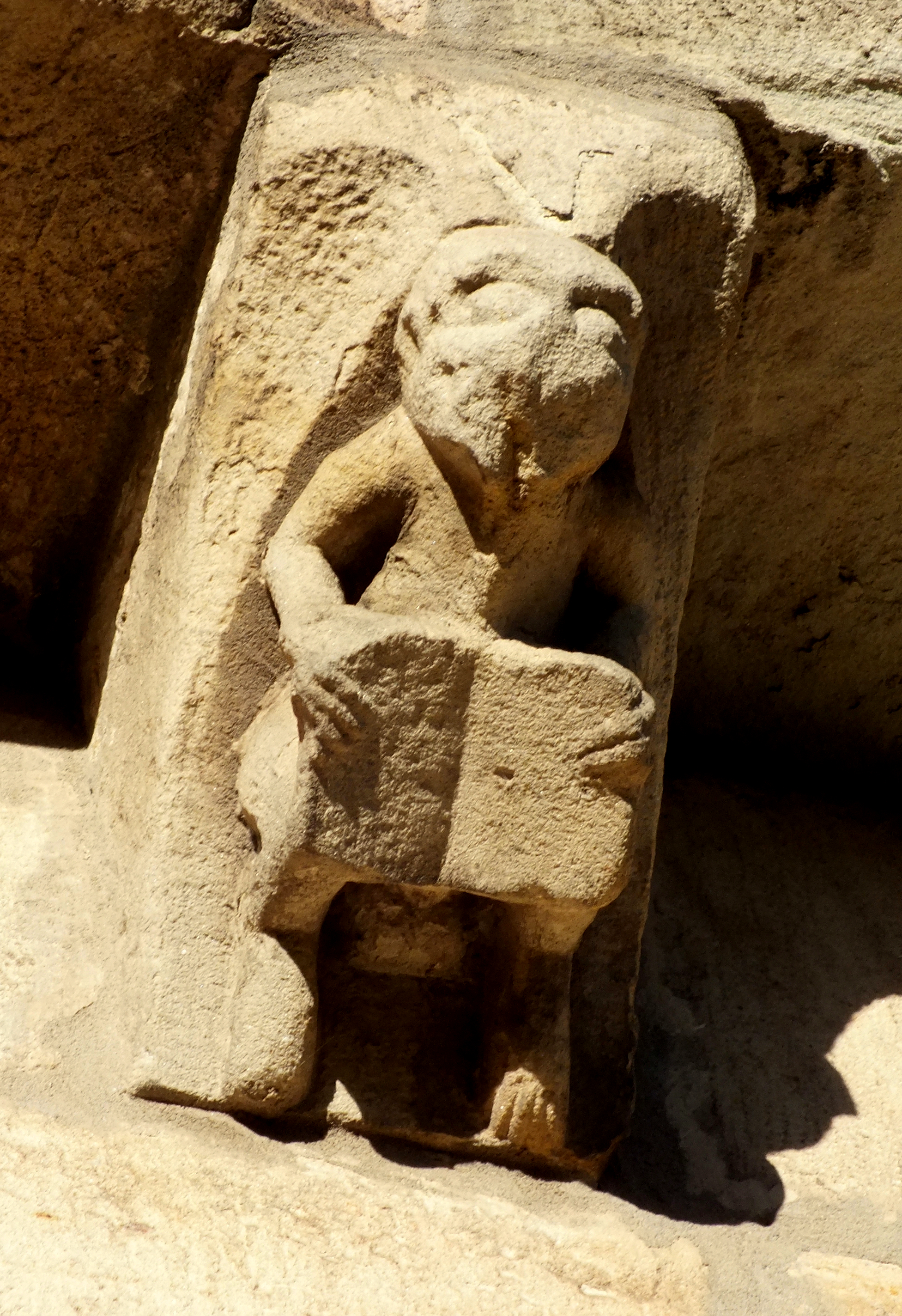
Un canecillo de la Iglesia de Santa María.

- La «Iglesia de Santa María», de estilo románico, declarada Bien de Interés Cultural con fecha 4 de julio de 1930. El entorno de protección de esta construcción se declaró por Decreto 89/2002, de 1 de agosto. Presenta decoración en canecillos y capiteles, así como en el tímpano de la entrada, en el que puede verse a un caballero luchando contra un dragón. En la portada se lee la fecha de la consagración: 1203. Ya durante la Edad Moderna se le añadieron la sacristía y la espadaña.

Además, en esta localidad se encuentran dos molinos hidráulicos incluidos en el Inventario General del Patrimonio Cultural de Cantabria, como Bienes Inventariados (Resolución de 28 de mayo de 2003): 
- Molino de Belmonte. Ha sido reformado por una congregación religiosa y se destina en la actualidad a vivienda y ermita. Antes de su reforma sólo mantenía los muros de mampostería del cárcavo,[1] con dos arcos de sillería. Contaba además con una canal labrada en sillares de piedra que descendía por la ladera hacia el molino. No se detecta ningún tipo de muro de calce o presa, por lo que se deduce su condición de único molino del municipio que utilizaba el sistema de una canal abierta de gran pendiente que conducía el agua a una pequeña rueda vertical (sistema de aceñuela).

- Molino de Parayas. Aún pueden verse la presa de sillares dispuestos en arco y el estrecho calce construido con paredón contra la montaña. Se conservan los cuatro muros del edificio y los dos arcos de sillería de su cárcavo. Construido para ser accionado por una rueda vertical, tuvo canal de madera sobre postes y tablazón. Su desagüe se encuentra oculto pasando las aguas por una galería artificial sobre la que se labraba la huerta. Llegó a tener un rodete de eje vertical y es curiosa la solución que se le dio a los saetines,[2] que no están construidos de sillares en un muro que ciegue el arco, sino que se dispusieron grandes piedras que permitían un paso estrecho para el agua. En la actualidad se encuentra arruinado y en estado de abandono.